# Nuno Meireles
Pour les articles homonymes, voir Meireles.
Nuno Meireles, né le 13 août 1991 à Penamaior (pt) (Paços de Ferreira), est un coureur cycliste portugais.

## Biographie
En 2014, Nuno Meireles participe à son premier Tour du Portugal, sous les couleurs d'une sélection nationale. Il passe ensuite professionnel en 2015 au sein de l'équipe continentale portugaise LA Alumínios-Antarte. Sa saison commence mois de février lors du Tour de l'Algarve.
Pour la saison 2017, il part à l'étranger en rejoignant la nouvelle équipe Bolivia, dirigée par l'ancien coureur Laudelino Cubino. Celle-ci cesse malencontreusement ses activités au mois de juin, en raison de problèmes budgétaires.
Il arrête sa carrière à l'issue de la saison 2023.
En octobre 2024, il est suspendu rétroactivement pour une durée de six ans, soit jusqu'au 19 novembre 2029 pour irrégularités dans son passeport biologique.

## Palmarès
- 2010
  - Prologue du Tour du Portugal de l'Avenir (contre-la-montre par équipes)

## Classements mondiaux
| Année                                 | 2021  |
| ------------------------------------- | ----- |
| Classement mondial                    | 2339e |
| UCI Europe Tour                       | 1561e |
|                                       |       |
| Légende : nc = non classéSource : UCI |       |